# Rivière Brûlée (rivière Péribonka)
Pour les articles homonymes, voir Rivière Brûlée.
La rivière Brûlée est un affluent de la rivière Péribonka, coulant dans le territoire non organisé de Passes-Dangereuses (MRC Maria-Chapdelaine), dans la région administrative du Saguenay-Lac-Saint-Jean, au Québec, au Canada. La partie supérieure du cours de la rivière traverse le zec des Passes.
La foresterie constitue la principale activité économique du secteur ; les activités récréotouristiques, en second.
Plusieurs routes forestières desservent la vallée de la rivière Brûlée, surtout pour les besoins de la foresterie et des activités récréotouristiques,.
La surface de la rivière Brûlée habituellement gelée de la fin novembre au début avril, toutefois la circulation sécuritaire sur la glace se fait généralement de la mi-décembre à la fin mars.

## Géographie
Les principaux bassins versants voisins de la rivière Brûlée sont :
- côté nord : lac du Banc de Sable, rivière du Banc de Sable, lac Cruiser, ruisseau Patsy, rivière Péribonka ;
- côté est : lac du Banc de Sable, rivière du Banc de Sable, rivière Péribonka, lac Tchitogama ;
- côté sud : rivière Bernabé, rivière Péribonka, rivière Saguenay, rivière des Habitants ;
- côté ouest : lac Bernabé, rivière Bernabé, rivière Alex, rivière Épiphane[2].

La rivière Brûlée prend sa source à l’embouchure d’un lac brûlé (longueur : 2,4 km ; altitude : 255 m). Cette source est située à 4,0 km au sud-est du lac aux Grandes Pointes lequel est traversé vers le sud par la rivière Alex ; à 16,2 km à l'ouest du cours de la rivière Péribonka ; à 21,0 km au nord-ouest de l’embouchure de la rivière Brûlée.
À partir de sa source, le cours de la rivière Brûlée descend sur 23,3 km entièrement en zones forestières et plus ou moins en parallèle à la rivière du Banc de Sable située à l’Est, selon les segments suivants :
- 1,6 km vers le sud-est, jusqu’à une décharge (venant du nord-est) d’un ensemble de lacs ;
- 6,1 km vers le sud-est, jusqu’à une décharge (venant de l’est) d’un ensemble de lacs ;
- 5,0 km vers le sud en traversant deux petits lacs non identifiés et en traversant le lac Côté (longueur : 2,7 km ; altitude : 205 m), jusqu’à un ruisseau (venant de l’est) lequel draine un ensemble de lacs ;
- 7,4 km vers le sud-est, presque en ligne droite, jusqu’à la décharge (venant du nord) du lac des Coquilles ;
- 3,2 km vers le sud-est en formant une boucle vers le sud en début de segment, jusqu'à l'embouchure de la rivière[2].

L'embouchure de la rivière Brûlée se déverse au fond d’une baie d’une longueur de 1,3 km de la rive ouest de la rivière Péribonka ; l’entrée de cette baie fait face à l’embouchure du lac Tchitogama, à l’île de la Brûlée et à la Pointe d’Appel. La confluence de la rivière Brûlée avec cette baie est située à :
- 3,1 km au nord-ouest de l’embouchure du lac Tchitogama (confluence avec la rivière Péribonka) ;
- 47,5 km au nord-est de l’embouchure de la rivière Péribonka (confluence avec le lac Saint-Jean) ;
- 35,9 km au nord de l’embouchure du lac Saint-Jean ;
- 35,8 km au nord du centre-ville d’Alma ;
- 58,4 km au nord-Ouest du centre-ville de Saguenay ;
- 152,5 km au nord-ouest de l’embouchure de la rivière Saguenay[2].

À partir de l’embouchure de la rivière Brûlée, le courant descend sur 69,7 km vers le sud-ouest le cours de la rivière Péribonka. À l’embouchure de cette dernière, le courant traverse le lac Saint-Jean vers l’est sur 29,3 km, puis emprunte le cours de la rivière Saguenay sur 155 km jusqu'à la hauteur de Tadoussac où il conflue avec le fleuve Saint-Laurent.

## Toponymie
Cette désignation toponymique paraît dans divers documents canadiens et québécois au moins depuis 1862. La toponymie québécoise compte plusieurs dizaines de lieux, surtout des lacs ainsi que des cours d'eau, des barrages, des voies de communication et autres, appelés « Brûlé », « Brûlée » et « Brûlés ».
Le toponyme "Rivière Brûlée" a été officialisé le 5 décembre 1968 à la Banque des noms de lieux de la Commission de toponymie du Québec.